# Jujiroa
Jujiroa is een geslacht van kevers uit de familie van de loopkevers (Carabidae). De wetenschappelijke naam van het geslacht is voor het eerst geldig gepubliceerd in 1952 door Ueno.

## Soorten
Het geslacht Jujiroa omvat de volgende soorten:
- Jujiroa alticola Ueno et Saito, 1991
- Jujiroa elongata Ueno, 1955
- Jujiroa ikezakii Nakane, 1989
- Jujiroa imunada Ueno, 1993
- Jujiroa iolandae Vigna Taglianti, 1995
- Jujiroa longa Ueno et Saito, 1991
- Jujiroa nipponica (Habu, 1950)
- Jujiroa nishikawai Ueno et Saito, 1991
- Jujiroa onoi Takakura, 1987
- Jujiroa orthogenys Ueno et Saito, 1991
- Jujiroa parvicollis Ueno et Saito, 1991
- Jujiroa rectangulata Ueno et Saito, 1991
- Jujiroa rufescens Jedlicka, 1961
- Jujiroa shihi Ueno et Sailo, 1991
- Jujiroa suensoni Kirschenhofer, 1990
- Jujiroa troglodytes Ueno, 1955